# Прочан, Таиса Васильевна
Таиса Васильевна Прочан (3 октября 1943, село Ивановка Каменско-Днепровского района Запорожской области — ?) — украинская советская деятельница, бригадир овощеводческой бригады совхоза «Ивановка» Каменско-Днепровского района Запорожской области. Депутат Верховного Совета СССР 8-го созыва.

## Биография
Родилась в крестьянской семье. Образование среднее: в 1960 году окончила среднюю школу.
В 1960—1966 годах — работница овощеводческой бригады, звеньевая-овощевод, с апреля 1966 — бригадир овощеводческой бригады совхоза «Ивановка» села Ивановки Каменско-Днепровского района Запорожской области.
Член КПСС с 1963 года.
Работала управляющей отделения совхоза-завода «Ивановка» Каменско-Днепровского района Запорожской области.
Потом — на пенсии в селе Ивановка Каменско-Днепровского района Запорожской области.

## Награды
- орден Трудового Красного Знамени
- орден «Знак Почета»
- медаль «За доблестный труд. В ознаменование 100-летия со дня рождения Владимира Ильича Ленина» (1970)
- медали